# Wiesme
 (décembre 2023).
Wiesme [vjɛm] (en wallon Vieme-dilé-Biarin) est une section de la ville belge de Beauraing située en Wallonie dans la province de Namur. 
C'était une commune à part entière avant la fusion des communes de 1977.

## Étymologie
La dénomination primitive doit avoir été Véma (charte de Waulsort de 1078), puis Vesma (1163), Vᵉ au XVe siècle, Viesme. Ce vocable viendrait du thème Vim, Vem auquel on attribue le sens latin Vimen osier, saule. À partir de 1707, Wiesme fera partie des quatre mairies indépendantes de Beauraing.

## Évolution démographique
- Source: DGS, 1831 à 1970=recensements population, 1976= habitants au 31 décembre

## Patrimoine et culture

### Patrimoine architectural
La gare ferroviaire de Wiesme se trouve sur la ligne 166, reliant Dinant à Beauraing. 

## Économie
Wiesme est un village essentiellement agricole. En 1932, il existait une fabrique de pâtes alimentaires qui occupait une dizaine d'ouvriers.